# Mariola Dorecka
Mariola Dorecka – polska okulistka, doktor habilitowany medycyny.

## Życiorys
Dyplom lekarski zdobyła na Śląskiej Akademii Medycznej (od 2007 roku Śląski Uniwersytet Medyczny) i na tej uczelni została zatrudniona w Katedrze Okulistyki, gdzie pracuje do dziś.
Stopień doktorski uzyskała w 1998 roku na podstawie pracy "Polimorfizm insercja/delecja genu enzymu konwertującego angiotensynę T a rozwój retinopatii u chorych na cukrzycę typu 2" (promotorem była Wanda Romaniuk). Habilitowała się w 2013 roku na podstawie oceny dorobku naukowego i pracy pod tytułem "Udział inkretynomimetyków w biosyntezie metaloproteaz i ich tkankowych inhibitorów w komórkach nabłonka barwnikowego siatkówki".
Pracuje jako adiunkt w Katedrze Okulistyki w Uniwersyteckim Centrum Okulistyki i Onkologii w Katowicach (przy ul. Ceglanej). Należy do Polskiego Towarzystwa Okulistycznego.
Swoje prace publikowała w czasopismach krajowych i zagranicznych, m.in. w Klinice Ocznej i Okulistyce. Zainteresowania kliniczne i badawcze M. Doreckiej dotyczą m.in. retinopatii cukrzycowej.